# Czarna Woda
Czarna Woda (ted. Schwarzwasser) è una città polacca del distretto di Starogard nel voivodato della Pomerania.
Ricopre una superficie di 27,75 km² e nel 2004 contava 3 223 abitanti.